# Confidentialité des applications de conavettage
 (décembre 2020).
 (décembre 2020).
Le contenu est difficilement compréhensible vu les erreurs de traduction, qui sont peut-être dues à l'utilisation d'un logiciel de traduction automatique.
Comme avec d'autres plateformes en ligne, les applications permettant de commander une voiture de transport avec chauffeur sont confrontés à des problèmes de données personnelles des utilisateurs, comme, par exemple, celle de la sécurité des détails financiers (qui sont souvent nécessaires pour payer le service) et de l'emplacement. Les problèmes de confidentialité peuvent également augmenter pendant le trajet, car certains chauffeurs choisissent d'utiliser des caméras face aux passagers pour leur propre sécurité. À mesure que l'utilisation des services de commande de voitures de transport avec chauffeur se répand de plus en plus, les problèmes de confidentialité qui y sont associés augmentent également.

## Histoire
Le covoiturage en tant que concept existe depuis la Seconde Guerre mondiale. Ce n'est que vers les années 1990 que les programmes ont commencé à se numériser. Certains des premiers programmes d'appariement par téléphone étaient Bellevue Smart Traveler de l'Université de Washington, Los Angeles Smart Traveler des services de transport de banlieue de Los Angeles et Rideshare Express de Sacramento Rideshare. Cependant, dans ces programmes téléphoniques, les coûts de fonctionnement ont commencé à dépasser leurs revenus et une alternative, Internet et e-mail, a été proposée. Ce programme a été testé sur un campus fermé, et il n'était disponible que pour les personnes liées à l'Université de Washington, ce qui s'est avéré très efficace. Deux autres programmes, Athena et Minerva, étaient tous deux informatisés mais se sont soldés par des échecs. Lorsque Internet a été créé dans les années 1990, la correspondance en ligne a été créée. Les sites Web avaient à l'origine des listes ou des forums sur lesquels les gens pouvaient obtenir des informations sur les options de covoiturage, mais Internet offrait la possibilité de développer des plates-formes plus dynamiques et interactives. Ce concept n'a pas marché car la mécanique n'était pas différente du covoiturage traditionnel, seule la possibilité de les retrouver avait été facilitée. Étant donné que le covoiturage n'était pas une option très populaire, la plus petite population qui y participait avait déjà établi des programmes de manière si ponctuelle qu'il n'était pas utile pour ceux qui avaient besoin de transport en dehors d'un trajet régulier de travail. Les entreprises à plus grande échelle ont commencé à s'intéresser à des partenariats avec des entreprises de covoiturage afin de diffuser la plate-forme de covoiturage, qui gagne en popularité à mesure que la disponibilité de la technologie mobile et donc l'accessibilité non depuis un point fixe deviennent de plus en plus importantes.

## Entrée utilisateur / confidentialité avec les données du logiciel

### Logiciel

#### Fonctionnalités d'entrée utilisateur
Les applications de commande de voitures de transport avec chauffeur ont plusieurs fonctionnalités d'entrée utilisateur communes :
- Les utilisateurs peuvent saisir leur destination de point de départ.
- Les utilisateurs peuvent saisir leur destination de dépôt.
- Les utilisateurs peuvent enregistrer une adresse personnelle ou professionnelle.
- Les utilisateurs peuvent enregistrer des lieux uniques s'ils sont visités souvent.
- Les utilisateurs peuvent également localiser leur emplacement exact sur une carte.
- Les utilisateurs peuvent enregistrer leurs informations de carte de crédit pour un accès facile.
- Les utilisateurs peuvent inviter leurs amis que l'application extrait de leurs coordonnées téléphoniques.
- Les utilisateurs peuvent créer leur propre profil.
- Les utilisateurs peuvent voir les profils de leurs chauffeurs potentiels ainsi que les avis qui l'accompagnent.

Les entreprises de voitures de transport avec chauffeur disposent également de plusieurs fonctionnalités de suivi qui ne sont pas claires en ce qui concerne les informations utilisateur collectées :
- L'application se connecte et suit automatiquement l'emplacement actuel de l'utilisateur. Ainsi, lorsque l'application s’ouvre, une carte précise est immédiatement ouverte car la page d'accueil et l'emplacement de l'utilisateur sont immédiatement suivis.
- Les adresses récentes qui ont été définies comme lieux de prise en charge ou de dépôt sont conservées dans l'historique des recherches.
- Laisser l'application se connecter aux données personnelles stockées dans le téléphone, telles que l'accès aux contacts, peut permettre à l'application d'accéder à plus que de simples numéros de téléphone (adresses, informations personnelles) qui ont été stockés sous le contact dans le téléphone.

#### Confidentialité avec Uber
Uber a une option où la confidentialité des utilisateurs peut potentiellement être oubliée. Ils sont conscients des données qu'ils collectent auprès de l'utilisateur et sont transparents :
- Le choix de partager ou d'annuler le partage de l'emplacement en direct et d'avoir toujours les paramètres de localisation activés ;
- Le choix de recevoir des notifications sur votre compte et votre voyage ;
- Le choix de supprimer les contacts stockés, ce qui ajoute une autre façon de relier deux personnes si quelqu'un suit les informations de quelqu'un ;
- Le choix de partager les détails du voyage avec le 911 en cas d'urgence ;
- Le choix de synchroniser le calendrier personnel avec l'application.

#### Confidentialité avec Lyft
Selon la politique de confidentialité de Lyft, les informations qu'ils collectent comprennent :
- Informations d'inscription qui leur sont fournies (nom, email, numéro de téléphone) ;
- Si un compte de réseau social est utilisé pour s'inscrire, les informations de ce profil seront utilisées (nom, sexe, photo de profil, amis) ;
- Toute l’information que l'utilisateur choisit de mettre dans le profil ;
- Informations de paiement pour facturer les passagers (bien que les informations de carte de crédit ne soient pas stockées par eux) ;
- Toute l’interaction avec l'équipe d'assistance ;
- Informations fournies lors de la demande de conducteur (date de naissance, adresse, sécurité sociale, informations de licence, etc.) ;
- Informations de paiement pour payer les conducteur ;
- Informations de localisation, y compris les lieux enregistrés ;
- Informations sur l'appareil sur lequel l'application est utilisée ;
- Données d'utilisation ;
- Copus de téléphone et SMS entre coureurs et chauffeurs ;
- Retour d'information ;
- Contacts (si l'utilisateur le permet) ;
- Des Cookies.

### Matériel

#### Caméra à l'intérieur de la voiture
Très récemment, la présence de caméras physiques a été mise en place dans les voitures de transport avec chauffeur. Auparavant, les seules caméras liées aux voitures étaient les caméras de circulation et les voitures de police. Cependant, il y a eu une augmentation du nombre de caméras à enregistrement continu qui ne se contentent pas de surveiller la route et de suivre ce qui se passe à l'extérieur de la voiture. La mise en place de caméras à l'intérieur des voitures pour enregistrer les interactions entre les pilotes et les pilotes est quelque chose de nouveau. Cependant, les gens sont préoccupés par leur vie privée car cet enregistrement se poursuit pendant la durée de leur voyage et ils ne consentent pas verbalement à leur enregistrement. Cependant, ils consentent à être dans la voiture de la personne, ils doivent donc se conformer aux règles du chauffeur. Il existe des règles fédérales sur les enregistrements audio, les lois fédérales n'exigent que le «consentement d'une seule partie».

##### Politiques gouvernementales sur l'enregistrement
Selon le Omnibus Crime Control and Safe Streets Act de 1968 aux États-Unis, il existe des politiques concernant l'enregistrement des conversations audio, y compris des clarifications sur la règle du «consentement d'une seule partie» qui l'accompagne. En ce qui concerne les conversations audio, il est illégal d'enregistrer une conversation à laquelle on ne participe pas. Cependant, ils sont autorisés à enregistrer s'ils sont eux-mêmes membres de la conversation, sans avoir à obtenir le consentement de l'autre partie ou à les laisser sachez qu'un enregistrement est en cours.

## Préoccupations

### Abus potentiel de la localisation
Il y a plusieurs domaines dans lesquels les données pourraient être utilisées de manière abusive par l'application connaissant l'emplacement du passager. Étant donné que les données de voyage sont collectées, si la société de voitures de transport avec chauffeur a des partenariats avec des entreprises, leurs partenaires peuvent utiliser les données pour prédire les emplacements futurs et identifier leurs intérêts,. Les entreprises peuvent collecter des informations sur les types de magasins et les marques les plus souvent visitées par un utilisateur et peuvent créer l’identité numérique, qui est traçable. Cela peut également concerner les agences de publicité, qui peuvent cibler des intérêts personnels et modifier leurs interactions en ligne pour commencer à afficher des publicités adaptées et spécifiques à l'endroit où l'utilisateur a visité.[réf. nécessaire]
Dans certains cas, des mauvaises implications pourraient survenir. Si l'utilisateur devait participer à quelque chose en rapport avec ses points de vue politiques, les entreprises peuvent le stocker pour des informations ultérieures et potentiellement l'utiliser contre l'utilisateur s'il entre en contact avec l'entreprise dans un cadre professionnel. Cela peut également s'appliquer aux affiliations médicales, religieuses ou juridiques, selon lesquelles l'emplacement et les lieux visités d'un utilisateur ne peuvent être justifiés lorsqu'ils sont examinés d'un point de vue extérieur.
En ce qui concerne davantage l'identité numérique, si une personne dépend seulement des services de voitures de transport avec chauffeur pour le transport, on peut suivre combien de temps l'utilisateur a été loin de chez lui et à quelle distance il se trouve. Cela devient une opportunité pour les gens de traquer ou voler à l'utilisateur parce qu'ils savent à quel moment idéal les gens ne sont pas à la maison[réf. nécessaire]. En regardant à une échelle plus large, en fonction de la démographie de la zone avec laquelle un utilisateur interagit, s'il visite fréquemment les mêmes magasins dans une certaine zone, des informations peuvent être supposées, telles qu'un revenu estimé[réf. nécessaire].
Les utilisateurs ont la possibilité d'enregistrer une adresse personnelle ou professionnelle pour l’accès facile. Le plus souvent, les utilisateurs mettent leur adresse réelle, mais dans certains cas, les utilisateurs sont connus pour mettre une adresse à quelques rues de là, juste pour leur sécurité en cas de fuite de données. Cependant, bien qu'il s'agisse d'un niveau de déviation très basique, le fait de placer une adresse de domicile à quelques rues de distance donne toujours un estimation de l'emplacement de l'utilisateur.

### Applications sensibles à l'emplacement
Les individus se demandent comment, quoi, quand et où leurs informations de localisation sont stockées, ainsi que dans quelle mesure d'autres y ont accès. Non seulement en ce qui concerne les applications de voitures de transport avec chauffeur, mais toutes les applications pour lesquelles le partage est activé, il existe plusieurs types d'applications qui prennent en charge l'emplacement. La recherche basée sur l'emplacement (LBS) se produit lorsque le suivi d'un utilisateur renvoie des éléments et des bâtiments autour de l'emplacement actuel de l'utilisateur afin d'être suivis. Une carte est dessinée avec l'orientation des bâtiments environnants pour déterminer un emplacement. Les services de géolocalisation permettent de suivre l'utilisateur avec une empreinte environnementale. C'est une estimation de l'emplacement d'un utilisateur. La détection mobile est le processus de localisation de l'appareil physique de l'utilisateur, qui possède des capteurs et des informations qui peuvent être collectées. Le partage de position est un état volontaire où l'utilisateur est en temps réel et où sa position est constamment mise à jour et suivie.

### Utilisation des informations utilisateur
En regardant de plus près les applications et la façon dont un utilisateur accède au service de voitures de transport avec chauffeur, une fois qu'un utilisateur entre des données dans l'application, elles seront accessibles sur le Web pour toujours. Même s'ils suppriment des informations ou suppriment leur compte, les informations ont été créées sur une plateforme en ligne et existent désormais, que l'utilisateur y consent ou non. Ces applications demandent des informations utilisateur telles que le numéro de téléphone, l'e-mail et la photo de profil, toutes des fonctionnalités qui peuvent être utilisées pour retracer l'identité de l'utilisateur. Une fois que ces informations sont dans la base de données de l'application, elles sont accessibles par l'application ainsi qu'indirectement par tout partenaire de l'application.
La plupart des applications ont le paiement facturé et effectué avant qu'un utilisateur puisse être connecté à son trajet. Les utilisateurs ont la possibilité de stocker les informations de carte de crédit pour un accès facile au lieu d'avoir à saisir à plusieurs reprises les informations de paiement. Bien qu'il existe un niveau de sécurité supplémentaire, tel qu'un code d'accès ou un identifiant tactile avant chaque transaction, cela ne garantit pas la sécurité de ces informations dans l'application. Il garantit uniquement que la transaction en cours est effectuée avec le consentement de l'utilisateur.

### Recherche d'image inversée
Les utilisateurs sont autorisés à saisir une photo de profil dans leurs applications. Cela a pour but d'aider les chauffeurs à repérer leurs passagers. Cependant, cela peut causer un problème car si l'image d'un passager est enregistrée et téléchargée sur le Web, des connexions peuvent être établies avec des comptes personnels. Par exemple, avec l'algorithme avancé de reconnaissance faciale de Facebook, il est plus facile d'identifier l'identité des personnes à partir d'images extérieures.

## Solutions

### Répartition du bruit
Les chercheurs sont arrivés à une conclusion qui introduit une solution à ces problèmes, à savoir un système pour la confidentialité des données et à l'anonymat des utilisateurs. La solution est un programme qui crée une distribution du bruit de sorte qu'un certain emplacement d'un utilisateur soit décalé. Il s'agit essentiellement de mettre l'emplacement de l'utilisateur à travers un chiffrement et de signaler cet emplacement que seul le système sait lire, donc il ne manipule pas l'emplacement réel, mais simplement comment ces données sont entrées dans le système. Cette solution a déjà été implémentée dans deux systèmes d'exploitation majeurs, Mac OS et Linux. Cette solution aide ceux qui ne veut pas d'utiliser ces applications de covoiturage en raison de la peur que leur vie privée soit envahie ou que des données soient potentiellement volées, mais ce logiciel a prouvé qu'il pouvait gérer les données sécurisées et garder l'utilisateur anonyme. Cela ressemble plus à une couche de sécurité supplémentaire qui crée une autre couverture pour cacher l'utilisateur.

#### K-anonymat
La k-anonymisation sert de serveur d'anonymat, qui est un serveur tiers de confiance chargé de fournir une couverture anonyme aux utilisateurs. K-anonymat est utilisé pour préserver la confidentialité d’emplacement en créant une masque d'emplacement sans connaître l'emplacement réel de l'utilisateur.
Le logiciel tente de trouver un certain nombre d'utilisateurs proches des utilisateurs réels, car alors les emplacements exacts ne pourraient pas être corrélés à l'utilisateur d'origine en question et ces plusieurs emplacements qui ne peuvent pas être identifiés par les utilisateurs à proximité protégeraient l'utilisateur d'origine. Il n'y a aucun moyen de faire la distinction entre tous les utilisateurs.

### Systèmes d'inférence floue
Une autre solution consiste à essayer d'utiliser des systèmes d'interférence floue lorsqu'il s'agit de géo-services mobiles. Cette solution utiliserait différents détails pour identifier l'utilisateur qui ne serait pas enclin à ce que les organisations abusent des informations obtenues. Actuellement, les services basés sur la localisation peuvent révéler plusieurs informations sensibles, comme les institutions religieuses les plus proches, qui peuvent révéler l'identité de l'utilisateur, que les organisations utilisent à des fins purement commerciales. Le papier propose une solution, l'anonymisation, qui protège les données de l'utilisateur en cas de violation accidentelle. Il y a une explication du système d'inférence floue et comment il fonctionne puis la méthode d'implication potentielle chez les chauffeurs de taxi pour voir si c'est un moyen efficace de protéger les informations des gens car il n'y a pas de conception concrète avec anonymisation cela s'est avéré bien fonctionner. Il existe différents niveaux de précision que le système de localisation peut affiner sur un utilisateur. Ces systèmes transforment les données quantitatives en données qualitatives qui masqueraient l'identité et l'emplacement d'un utilisateur. Après une mise en œuvre d'essai avec les chauffeurs de taxi, plusieurs complications sont survenues, principalement des erreurs d'interprétation humaine, mais à l'avenir, investir plus de temps dans cette solution et la combiner avec des solutions déjà existantes pourrait fournir une solution plus efficace. Pour ceux qui ont peur que leurs emplacements soient suivis et que ceux-ci soient utilisés pour remonter jusqu'à l'utilisateur, cette solution rend les données utilisateur floues, donc si elles sont en cours de suivi, ce n'est pas complètement précis. Il existe des tableaux de données qui montrent les distances expérimentales de la proximité d'un logiciel de suivi par rapport à ceux qui avaient mis en œuvre la solution floue. Cette solution adopte une approche différente car elle ne résout pas entièrement le problème de la protection totale de la vie privée de l'utilisateur, mais elle y travaille car la solution n'a pas eu assez de temps pour mûrir, car elle n'en est qu'à ses débuts. Cela met en lumière le fait que le logiciel de suivi de localisation n'est toujours pas privé même lorsque des solutions ont été prises pour essayer de surmonter cette solution, mais laisse une fin ouverte car il se termine par plus de recherche et de ressources mises en lui (et en précisant dans quels domaines) pourrait être mieux développé), il pourrait s'étendre davantage et être mieux développé.

### Transformation d'emplacement
Une solution proposée est un modèle qui estimerait à quel point il serait difficile pour des sources extérieures de obtenir les informations privées de quelqu'un. Il existe plusieurs mécanismes proposés qui seraient utiles pour masquer les données, notamment l'obscurcissement de l'emplacement, la perturbation, la confusion et la suppression, et les techniques cryptographiques.

#### Obscurcissement de l'emplacement
Embrouiller l'emplacement d'un utilisateur peut protéger l'emplacement précis de l'utilisateur. Les coordonnées de localisation d'un utilisateur sont toujours préservées, mais la précision est juste en train d'être dégradée. Cependant, cela ne peut pas être une solution complète car cela ne ferait que négliger toute la raison des services basés sur la localisation. Donc, être sélectif dans ce qu'une application obscurcit, aiderait à la protection.
Il existe un programme, appelé algorithme NRand, qui est l'algorithme qui détermine la quantité d'obstruction qui est placée sur les données de localisation de l'utilisateur. Il y a quelques problèmes qui surviennent avec cet algorithme, y compris la détermination de la quantité de bruit à implémenter et si le changement des données est suffisant pour les transformer en une forme méconnaissable à partir de son état d'origine.

#### Perturbation de l'emplacement
Sur une carte, un emplacement se verrouille sur quelque chose à proximité mais pas sur l'emplacement exact de l'utilisateur en raison du bruit supplémentaire. Avec ce calque ajouté, s'il y a un autre emplacement dans une plage suffisamment proche, une transition sera ajoutée à plusieurs emplacements et masquera tous les points d'intérêt,.

#### Confusion et suppression
Un emplacement fictif est défini comme emplacement réel. Cela se fait en localisant l'emplacement spécifique d'un utilisateur et en le transformant en plusieurs autres emplacements, tout en conservant le véritable emplacement. La suppression est un sous-ensemble de ces différentes applications où, pendant une courte période de temps, lorsqu'un utilisateur entre dans une zone, les informations de l'utilisateur sont temporairement suspendues et l'identité de l'utilisateur est perdue.Ainsi, lorsqu'ils quittent la zone protégée, ils avoir une nouvelle identité.

#### Techniques cryptographiques
Les données originales ne peuvent pas être suivies parce que les informations passent par une sorte d'interpréteur cryptographique, pourraient être transformées en plusieurs points de données différents.